# Thedavur
Thedavur é uma panchayat (vila) no distrito de Salem, no estado indiano de Tamil Nadu.

## Demografia
Segundo o censo de 2001,  Thedavur  tinha uma população de 7453 habitantes. Os indivíduos do sexo masculino constituem 51% da população e os do sexo feminino 49%. Thedavur tem uma taxa de literacia de 53%, inferior à média nacional de 59.5%: a literacia no sexo masculino é de 63% e no sexo feminino é de 43%. Em Thedavur, 12% da população está abaixo dos 6 anos de idade.